# Wielka Niedźwiedzianka
Wielka Niedźwiedzianka (niem. Gross Barenbruch Bach) – strumień w północno-zachodniej Polsce, dopływ Niedźwiedzianki. Płynie przez północno-wschodnią część Puszczy Bukowej w województwie zachodniopomorskim. 
Strumień w środkowej części Puszczy wypływający z podmokłej dolinki rozdzielającej Sarnią Górę na północy od Dłużycy na południe, tworzy zabagnione rozlewisko i wypływa z niego ku północy, po minięciu wylotu Sarniej Doliny płynie przez bezleśną wilgotną dolinę zataczając wielki łuk ku północnemu wschodowi, po południowo-wschodniej stronie Niedźwiadka, by na jego północnym krańcu połączyć się z Małą Niedźwiedzianką, dając początek Niedźwiedziance.